# Dynamika (robotyka)
Dynamika (z gr. δύναμις ‘siła’) – zależność pomiędzy przyspieszeniem, prędkością i położeniem a strukturą robota.
Wzór na dynamikę uzyskuje się z równań Eulera-Lagrange’a oraz równań Hamiltona. Przyjmuje on postać:
{\displaystyle M(q){\ddot {q}}+C(q,{\dot {q}}){\dot {q}}+D(q)+T(q)=F+u,} gdzie:
1. {\displaystyle q,{\dot {q}},{\ddot {q}}} – to położenie, prędkość oraz przyspieszenie,
2. {\displaystyle M(q)} – macierz bezwładności,
3. {\displaystyle C(q,{\dot {q}})} – macierz sił odśrodkowych i Coriolisa,
4. {\displaystyle D(q)} – macierz grawitacji,
5. {\displaystyle T(q)} – macierz tarcia,
6. {\displaystyle F+u} – siły działające na układ.

Najczęściej pomija się siły tarcia oraz przyjmuje, że prawa strona równania przyjmuje postać {\displaystyle u} (w przypadku robotów mobilnych prawa strona równania przyjmuje postać {\displaystyle A^{T}(q)\lambda +B(q)u}).

## Sztywny manipulator
Ponieważ energia potencjalna manipulatora pochodzi od oddziaływania pola grawitacyjnego w celu obliczenia energii ramienia i-tego (wraz z układem napędowym), można je potraktować jako masę punktową {\displaystyle m_{i}} skupioną w środku masy ramienia. Wobec tego nasz model dynamiki manipulatora wygląda następująco:
{\displaystyle M(q){\ddot {q}}+C(q,{\dot {q}}){\dot {q}}+D(q)=u.}

## Manipulator o elastycznych przegubach
W tym przypadku musimy uwzględnić fakt, że z każdym stopniem swobody jest związany układ napędowy co wprowadza nam elastyczność w przegubach. W takiej sytuacji, do opisu dynamiki manipulatora będą potrzebne współrzędne uogólnione {\displaystyle q_{1}} określające położenia przegubów, oraz {\displaystyle q_{2},} które definiują położenia wałów silników napędzających. Model manipulatora elastycznego przyjmuje następującą postać:
{\displaystyle M(q_{1}){\dot {q_{1}}}+C(q_{1},{\dot {q_{1}}}){\dot {q_{1}}}+D(q_{1})+K(q_{1}-q_{2})=0,}
{\displaystyle I{\ddot {q_{2}}}+K(q_{2}-q_{1})=u,}
gdzie:
{\displaystyle I} – macierz bezwładności silników,
{\displaystyle K} – macierz współczynników elastyczności (patrz: ruch harmoniczny).

## Robot mobilny
Dynamika robota mobilnego przyjmuje postać:
{\displaystyle M(q){\ddot {q}}+C(q,{\dot {q}}){\dot {q}}+D(q)+T(q)=A^{T}(q)\lambda +B(q)u.}
Stosując wzór na ograniczenia Pfaffa
{\displaystyle A(q){\dot {q}}=0}
oraz bezdryfowy układ sterowania
{\displaystyle {\dot {q}}=G(q)\eta ,}
możemy przekształcić wzór na prostszą postać. Przede wszystkim wyznaczamy drugą pochodną {\displaystyle q} po {\displaystyle t,} tj.
{\displaystyle {\ddot {q}}={\dot {G}}(q)\eta +G(q){\dot {\eta }}.}
Następnie korzystając z faktu, iż macierz G(q) skonstruowana jest tak, aby {\displaystyle A(q)G(q)=0,} wymnażamy równanie lewostronnie przez {\displaystyle G^{T}(q).} Ostatecznie otrzymujemy:
{\displaystyle {\tilde {M}}(q){\dot {\eta }}+{\tilde {C}}(q)\eta +{\tilde {D}}(q)={\tilde {B}}u.}
Tym samym dochodzimy do tego podobnego wzoru, co w przypadku manipulatorów sztywnych. Możemy dzięki temu stosować algorytmy sterowania.